# Movimento nativista
Os chamados movimentos nativistas foram revoltas isoladas ocorridas na então colônia portuguesa do Brasil, a partir do século XVII mas sobretudo no final do XVIII, quando se amiudaram as situações de conflito entre os "filhos da terra" e os chamados "reinóis" (imigrantes portugueses). Esses movimentos expressam a constituição de um sentimento nacional, em processo semelhante ao que ocorre por toda a América Latina, no período colonial, a partir do século XVII.
Incluem-se, entre esses movimentos, a Revolta de Amador Bueno (São Paulo, 1641), A Revolta da Cachaça (Rio de Janeiro, 1660 a 1661), a Revolta de Beckman (Maranhão, 1684), a Revolta de Filipe dos Santos (Vila Rica, Minas Gerais, 1720), a Guerra dos Emboabas (São Vicente, São Paulo, 1707 a 1709), a Guerra dos Mascates (Recife e Olinda, em Pernambuco, 1710 a 1711)  . A Revolta da Cachaça destaca-se por ter sido o primeiro conflito armado a opor os colonos e a administração portuguesa.[carece de fontes?]
Nas três primeiras insurreições prevaleceram as razões de ordem econômica; porém, nas seguintes, houve preponderância do sentimento nacional como motivação dos revoltosos.
As invasões sofridas pelo território brasileiro no século XVIII, bem como a união dos elementos nativos com o branco filho de europeus, o mestiço, o negro e o índio catequizado para a defesa do território, especialmente após as invasões holandesas no Brasil, fez crescer paulatinamente entre a população da colônia a ideia de emancipação - embora a princípio restrita ao âmbito local e não generalizada nas províncias.

## Início
A primeira manifestação nativista do Brasil ocorreu em São Paulo de Piratininga no ano de 1640, quando da Restauração Portuguesa, em que este país recobrou a independência de Espanha e aclamou o novo rei, Dom João IV. Na vila paulista alguns elementos julgaram ser a oportunidade para proclamarem a independência, e aclamaram a Amador Bueno da Ribeira como seu rei. O incidente foi logo contornado.
Logo após a expulsão dos holandeses de Pernambuco, em que os "nacionais" tiveram maior importância do que os militares da metrópole, a nomeação de Jerônimo de Mendonça Furtado, apelidado de "Xumberga", gerou um clima de insatisfação pois muitos pernambucanos se julgavam merecedores da governança.
Com nítidos componentes nativistas, a revolta contra Mendonça Furtado é considerada a primeira de uma sequência de insurreições que eclodiram a seguir. Neste primeiro caso o Vice-rei não puniu os envolvidos e, com habilidade, nomeou André Vidal de Negreiros - pessoa ligada à terra - como governador da capitania.
Ainda com raiz econômica, ocorre a Revolta de Beckman, contra o monopólio pelos jesuítas do comércio no Maranhão.
A Guerra dos Emboabas, em Minas Gerais, foi motivada pela disputa pela primazia na exploração do ouro recém-descoberto, entre os chamados "vicentinos" (nativos) e os "emboabas" (forasteiros). Teve por consequência maior a emancipação de Minas e São Paulo do Rio de Janeiro, formando ambas a partir de então uma só capitania.
A Guerra dos Mascates foi a primeira (entre todas) em se falar em república; antes mesmo das lutas, no Senado de Olinda, a 10 de setembro de 1710, Bernardo Vieira de Melo sugere que Pernambuco proclamasse sua independência, nos moldes da República de Veneza. O tema "república" volta em 1720, na revolta de Vila Rica.

## Consequências
Todos esses movimentos conduziram às lutas francamente emancipacionistas do final do século XVIII e começo do século XIX, como as conjurações mineira e baiana, e à própria guerra de independência da Bahia, iniciada ainda em 1821.. 